# Хестер, Рита
Рита Хестер (англ. Rita Hester) — афроамериканская трансгендерная женщина, ставшая жертвой насилия на почве трансфобии.

## Убийство
Рита Хестер была найдена мёртвой у себя дома в пригороде Бостона (штат Массачусетс) с множеством ножевых ранений в грудь 28 ноября 1998 года. Убийцу не нашли. Мотивы нападения остались загадкой. Преступник не взял золотые украшения, которые носила Хестер. Полиция не обнаружила никаких признаков взлома квартиры. Хотя Хестер работала проституткой под псевдонимом «Наоми», не было никаких доказательств, что злоумышленник был её клиентом.

## Последствия
Представители ЛГБТ-сообщества считают, что Хестер была убита на почве трансфобии, о чем свидетельствует особая жестокость нападения и тот факт, что преступник ничего не взял из квартиры. Её смерть вдохновила членов сообщества провести через неделю после убийства вахту памяти с зажжёнными свечами 4 декабря 1998 года. В Бостоне в ней приняли участие 250 человек. В 1999 году в память о Рите Хестер ЛГБТ-активисты Сан-Франциско объявили 20 ноября Днём памяти трансгендерных людей.